# سفينة الولايات المتحدة

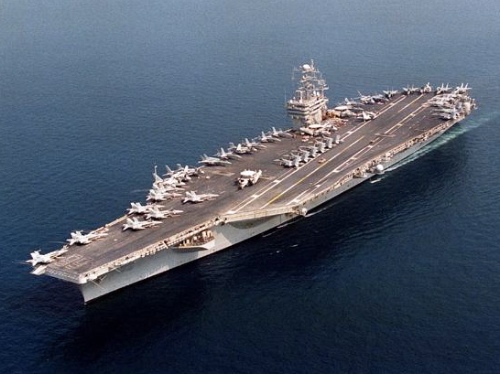

سفينة الولايات المتحدة (بالإنجليزية: United States Ship)‏(تُختصر يو إس إس (بالإنجليزية: USS أو U.S.S.)‏) هي بادئة لاسم سفينة تستخدم لتحديد سفينة تم تفويضها من البحرية الأمريكية وتُستخدم على السفينة فقط أثناء وجودها في مهمة. قبل بدء التشغيل، يمكن الإشارة إلى السفينة على أنها «وحدة ما قبل التشغيل» (PCU)، ولكن يشار إليها رسميًا بالاسم بدون بادئة. بعد الخروج من الخدمة، يشار إليها بالاسم مع عدم وجود بادئة يتم بشكل شائع الإشارة إلى تلك السفن مع البادئة Ex-U.S.S.ا  إذا كانت السفن في الخدمة ولكنها ليست في مهمة ما، تستخدم معها بالبادئة USNS، والتي تعني سفينة البحرية الأمريكية (United States Naval Ship).
منذ بدايات تشكيل الأسطول الأمريكي لم تكن هناك طريقة معتمدة للإشارة إلى سفن البحرية الأمريكية حتى عام 1907 عندما أصدر الرئيس ثيودور روزفلت الأمر التنفيذي رقم 549 في 8 يناير/كانون الثاني الذي ينص على أن جميع سفن البحرية الأمريكية ستتم الإشارة إليها باسم «السفينة، مسبوقة بالكلمات، سفينة الولايات المتحدة، أو الأحرف USS، وبأي كلمات أو أحرف أخرى».